# Santa Clara (Durango)
Pour les articles homonymes, voir Santa Clara.
Santa Clara est une ville et chef-lieu de la municipalité de Santa Clara, dans l'état de Durango, dans le nord-ouest du Mexique. En 2010, la ville de Santa Clara avait une population de 4061 habitants.
En 1976, une météorite de 63 kg a été trouvée près de Santa Clara.

## Climat
| Mois                                  | jan.      | fév.      | mars      | avril     | mai       | juin      | jui.      | août      | sep.      | oct.      | nov.      | déc.      | année |
| ------------------------------------- | --------- | --------- | --------- | --------- | --------- | --------- | --------- | --------- | --------- | --------- | --------- | --------- | ----- |
| Température minimale moyenne (°C)     | 1,3       | 2,9       | 4,9       | 8,4       | 11,6      | 14,4      | 14,6      | 14,2      | 12,6      | 8,2       | 3,7       | 2         | 8,2   |
| Température moyenne (°C)              | 11,4      | 13,2      | 15,6      | 19,2      | 21,9      | 23,1      | 22,2      | 21,6      | 20,2      | 17,7      | 14,3      | 11,9      | 17,7  |
| Température maximale moyenne (°C)     | 21,5      | 23,6      | 26,3      | 30,1      | 32,3      | 31,8      | 29,7      | 29        | 27,7      | 27,2      | 24,9      | 21,8      | 27,2  |
| Record de froid (°C) date du record   | −2,5 1999 | −0,2 1998 | 2 1998    | 4,3 1983  | 7,1 1982  | 8,8 1971  | 11,7 1974 | 11,9 1975 | 8,4 1975  | 3,9 1965  | 0,5 1979  | −2 1997   |       |
| Record de chaleur (°C) date du record | 25,8 1974 | 26,8 2009 | 30,3 1976 | 34,3 1982 | 35,4 1976 | 36,3 1976 | 32,6 1969 | 32,9 1969 | 33,1 1974 | 30,8 1979 | 27,9 1973 | 24,4 1977 |       |
| Précipitations (mm)                   | 11,7      | 6,3       | 4,8       | 6,9       | 20        | 51        | 85        | 104       | 87,4      | 29,6      | 11,9      | 9,2       | 427,8 |
| Nombre de jours avec précipitations   | 1,7       | 1,1       | 0,6       | 1,2       | 2,7       | 6         | 9,8       | 10,9      | 9,2       | 3,7       | 1,7       | 1,7       | 50,3  |

| Diagramme climatique                                  |            |            |            |            |            |            |           |              |             |             |          |
| J                                                     | F          | M          | A          | M          | J          | J          | A         | S            | O           | N           | D        |
| 21,51,311,7                                           | 23,62,96,3 | 26,34,94,8 | 30,18,46,9 | 32,311,620 | 31,814,451 | 29,714,685 | 2914,2104 | 27,712,687,4 | 27,28,229,6 | 24,93,711,9 | 21,829,2 |
| Moyennes : • Temp. maxi et mini °C • Précipitation mm |            |            |            |            |            |            |           |              |             |             |          |